# Phalanx (Band)
Phalanx war eine deutsche Thrash-Metal-Band aus Herdecke, die im Jahr 1986 gegründet und 1998 aufgelöst wurde.

## Geschichte
Die nordrhein-westfälische Band wurde im Jahr 1986 gegründet. Im Jahr 1991 erschien ein Demo mit dem Titel Towards the Pearly Gates. Eingesungen wurde es von einem Gastsänger, weil seit längerem vergeblich nach einem geeigneten Mitglied gesucht worden war. Das Demo weckte die Aufmerksamkeit des Labels D&S Records, bei dem schließlich das Debütalbum The Judas Touch erschien. Im Jahr 1998 erschien das zweite Album Look Behind the Mask bei Treasure Hunt Records. Auf dem Album befindet sich eine Coverversion von Metallicas Lied Enter Sandman, das hier jedoch nur den verkürzten Namen Sandman trägt. Im selben Jahr löste sich die Band auf.

## Stil
Die Band spielte klassischen Thrash Metal, wobei der Einsatz von Wechseln in Tempo und Songstruktur charakteristisch ist.

## Diskografie
- 1988: Phalanx (Demo, Eigenveröffentlichung)
- 1991: Towards the Pearly Gates (Demo, Eigenveröffentlichung)
- 1993: The Judas Touch (Album, D&S Records)
- 1998: Look Behind the Mask (Album, Treasure Hunt Records)